# 北杜市立甲陽病院
北杜市立甲陽病院（ほくとしりつこうようびょういん）は山梨県北杜市にある市立病院である。

## 沿革
- 1948年2月、秋田村外7ヶ村国民健康組合山梨甲陽病院として開院。
- 1952年8月、一部事務組合の運営となり、秋田村外9ヶ村病院組合山梨甲陽病院に改称。
- 1972年3月、長坂町外二町一ヶ村病院組合山梨甲陽病院に改称。
- 2004年11月、合併により北杜市管轄となり、現在の名称になる。

## 診療科
- 内科（循環器一般内科、肝臓、糖尿病・甲状腺、神経）
- 外科
- 整形外科
- 脳神経外科
- 消化器科
- 泌尿器科
- 皮膚科
- 眼科
- 小児科
- 婦人科
- 血液浄化センター

## その他
北杜市内には当病院のほか旧須玉町域に北杜市立塩川病院がある。広域な北杜市において離れた場所に市立病院が2つあることは医療サービスの向上に繋がっている。一方で北杜市は慢性的な財政難に陥っており、この2つの市立病院が財政を圧迫している要因とも言われている。